# 기아나나무타기쥐
기아나나무타기쥐(Rhipidomys nitela)는 비단털쥐과에 속하는 수상성 설치류이다. 브라질과 프랑스령 기아나, 가이아나, 수리남, 베네수엘라에서 발견된다.